# Louis Cons
Louis Cons (* 26. Mai 1879 in Lyon; † 19. April 1942) war ein US-amerikanischer Romanist französischer Herkunft.

## Leben
Cons war Professor am Bryn Mawr College, an der Princeton University und an der Columbia University.  Er war aktiv in der 1904 gegründeten ‘Société des Professeurs Français d'Amérique’ (SPFA), seit 1992 ‘Société des Professeurs Français et Francophones d'Amérique’ (SPFFA).
Cons’ These, der Autor der Farce de Maître Pathelin sei Guillaume Alecis, die von Richard Thayer Holbrook unterstützt wurde, konnte sich nicht durchsetzen.
Louis Cons ist nicht zu verwechseln mit dem namensgleichen Autor von Geschichtsbüchern für das französische Schulwesen ab 1880.

## Werke
- (Übersetzer aus dem Englischen) James H. Leuba, Psychologie des phénomènes religieux,  Paris 1914
- L’auteur de la farce de Pathelin, Princeton, N. J./Paris 1926, New York 1965
- (Hrsg.) Émile Guillaumin, La vie d’un simple (Mémoires d’un métayer), Boston/New York 1926
- (Hrsg. mit Percy Addison Chapman, S.L. Levengood und W.U. Vreeland) An anthology of seventeenth century French literature, compiled by members of the Department of modern languages, Princeton University, Princeton, N. J. 1927
- (Hrsg. mit Percy Addison Chapman, Sidney Lawrence Levengood, W. U. Vreeland und Ira Owen Wade) An anthology of eighteenth century French literature, compiled by members of the Department of modern languages, Princeton university, Princeton 1930
- (Hrsg.) Anthologie littéraire de la Renaissance française, New York 1931
- État présent des études sur Villon, Paris 1936